# カロリーヌ・リンク
カロリーヌ・リンク（Caroline Link, 1964年6月2日 - ）はドイツ出身の映画監督・脚本家である。ドイツ語の発音ではカロリーネ・リンクとするほうが近いが、日本では「カロリーヌ」の表記が定着している。

## 来歴
脚本家、助監督として多くのテレビ番組や映画を手がけた後、1996年に監督としてデビュー。『名もなきアフリカの地で』で2002年のアカデミー外国語映画賞を受賞した。

## 監督作品
- ビヨンド・サイレンス Jenseits der Stille (1996)
- 点子ちゃんとアントン Punktchen und Anton (2000)
- 名もなきアフリカの地で Nirgendwo in Afrika (2001)
- 冬の贈りもの Im Winter ein Jahr (2008)
- ヒトラーに盗られたうさぎ Als Hitler das rosa Kaninchen stahl (2019)